# Pete Johansen
Pete Johansen (n. Per Oscar Johansen 11 de mayo de 1962 en Sandnes Rogaland), es un cantante, violinista y compositor noruego. 
Johansen es reconocido por sus múltiples grabaciones en álbumes de bandas de metal gótico, en las que se distingue por su peculiar estilo. The Scarr es el último proyecto de su autoría que se conoce.

## Biografía
Pete Johansen empezó su relación con el violín a la edad de 9 años y a los 16 salió a su primera gira con una banda de música country. 
Durante los 90 desarrolló un par de proyectos que no fueron muy conocidos; la primera banda importante en su carrera fue Modesty Blaise, una agrupación de rock alternativo que llegó a ser muy popular en Noruega. Fue fundada en Stavanger en 1987 y se separó en 1994, luego de lanzar dos álbumes de estudio. En 1998, Modesty Blaise se reagrupó para grabar un tercer y último disco.
En 1997, Johansen fue invitado a formar parte de una banda de Stavanger, llamada The Tramps, que estaba inspirada en la música folclórica irlandesa. Fue un miembro regular de la agrupación hasta el 2000, luego de grabar tres álbumes de estudio.
Posteriormente, trabajó notoriamente con The Sins Of Thy Beloved (siendo un miembro permanente entre 1997 y 2001) y Tristania. En menor medida fue un músico invitado de Sirenia, Morgul, y más recientemente, de las menos conocidas Falling Leaves (Jordania) y Azure Emote (Estados Unidos).
En 2011, Johansen lanzó su primer álbum como solista, titulado It's Been Real, bajo la etiqueta noruega Checkpoint Charlie Audio Productions. Contiene el sencillo y vídeo "Come Away Melinda" y contó con la presencia de las vocalistas Siw Line Green y Susanne Nordbø, así como otros músicos amigos. Este trabajo consiste de canciones comouestas durante varios años de un contenido intimista, en un estilo experimental de pop melódico, con influencias de rock, jazz, metal y folk.

## Discografía

### En solitario
- It's Been Real - (2011)
- It's Been Real Too (EP) - (2011)
- You Don't Know Me - (2014)

#### Sencillos
- "Worthy of Your Love" (2011)
- "Come Away Melinda" (2011), dúo con Susanne Nordbøe

### ConModesty Blaise
- Face Of The Sun - (1990)
- Little White What? - (1993)
- Face Of The Sun II - (1998)

### Con The Tramps
- Silver And Gold - (1995)
- Live St. Patrick's Day 97 (álbum en vivo – Disponible sólo para los que estaban presentes en el concierto) - (1997)
- Fireland - (1998)
- Halfway to the Moon - (2000)

### ConThe Sins Of Thy Beloved
- Lake Of Sorrow - (1998)
- Perpetual Desolation - (2000)
- All Alone (EP) - 1998

### Con The Scarr
- Animalenemy - (2001)

### ConTristania
- Widow's Weeds - (1997)
- Beyond The Veil - (1998)
- World of Glass - (2001)
- Rubicon - (2010)

### ConSirenia
- At Sixes And Sevens - (2001)

### ConMorgul
- The Horror Grandeur - (2000)
- All Dead Here - (2005)

### Con Falling Leaves
- Mournful Cry of a Dying Sun - (2012)

### Con Azure Emote
- The Gravity of Impermanence - (2013)